# Jana tripunctata
Jana tripunctata is een vlinder uit de familie Eupterotidae. De wetenschappelijke naam van deze soort is voor het eerst geldig gepubliceerd in 1898 door Aurivillius.
De soort komt voor in tropisch Afrika.